# Честер, Редж
Ре́джиналд А́ртур Че́стер (англ. Reginald Arthur Chester; 21 ноября 1904, Лонг-Итон — 24 апреля 1977, там же), также известный как Редж Честер (англ. Reg Chester) — английский футболист, нападающий.

## Футбольная карьера
Уроженец Лонг-Итон, графство Дербишир, Честер начал играть в футбол на любительском уровне за клубы «Лонг-Итон Джуниорс», «Лонг-Итон Рейнджерс», «Питерборо энд Флеттон Юнайтед» и «Стэмфорд Таун». Также проходил просмотр в «Ноттс Каунти» и «Мансфилд Таун». В декабре 1924 года подписал любительский контракт с бирмингемским клубом «Астон Вилла». 12 апреля 1925 года подписал свой первый профессиональный контракт. 7 сентября 1925 года дебютировал в основном составе «Виллы» в матче Первого дивизиона против «Манчестер Юнайтед» на стадионе «Вилла Парк». 6 апреля 1926 года забил свой первый гол за клуб в матче Первого дивизиона против «Ливерпуля» на «Вилла Парк». Честер выступал за «Астон Виллу» на протяжении десяти сезонов, но не смог стать регулярным игроком основного состава. Его максимум по числу матчей в чемпионате по ходу сезона был установлен в сезоне 1929/30, когда он выходил на поле 20 раз. Всего он провёл за «Виллу» 97 матчей и забил 34 мяча.
В мае 1935 года 30-летний Редж в поисках большего игрового времени перешёл в «Манчестер Юнайтед», выступавший во Втором дивизионе. Дебютировал за клуб 31 августа 1935 года в первом матче сезона 1935/36 против «Плимут Аргайл» на стадионе «Хоум Парк». В следующем матче, который прошёл 4 сентября 1935 года на стадионе «Олд Траффорд», забил свой первый гол за «Юнайтед» в игре против «Чарльтон Атлетик». Регулярно играл за клуб в сентябре и октябре. Его последним матчем за «Манчестер Юнайтед» стала встреча против «Вест Хэм Юнайтед» 16 ноября. Всего Честер провёл за «Юнайтед» 13 матчей и забил 1 мяч.
В декабре 1935 года Честер перешёл из «Манчестер Юнайтед» в «Хаддерсфилд Таун». В обратном направлении отправился Томми Лэнг. В составе «терьеров» Редж провёл полтора сезона, сыграв 25 матчей и забив 7 мячей (все — в Первом дивизионе).
В сезоне 1937/38 выступал за «Дарлингтон» (32 матча, 10 голов), после чего завершил профессиональную карьеру футболиста.

## Статистика выступлений
| Клуб              | Сезон            | Лига | Лига | Кубок | Кубок | Итого | Итого |
| Клуб              | Сезон            | Игры | Голы | Игры  | Голы  | Игры  | Голы  |
| ----------------- | ---------------- | ---- | ---- | ----- | ----- | ----- | ----- |
| Астон Вилла       | 1925/26          | 3    | 1    | 0     | 0     | 3     | 1     |
| Астон Вилла       | 1926/27          | 4    | 0    | 0     | 0     | 4     | 0     |
| Астон Вилла       | 1927/28          | 11   | 3    | 1     | 0     | 12    | 3     |
| Астон Вилла       | 1928/29          | 17   | 9    | 2     | 0     | 19    | 9     |
| Астон Вилла       | 1929/30          | 20   | 9    | 0     | 0     | 20    | 9     |
| Астон Вилла       | 1930/31          | 8    | 3    | 0     | 0     | 8     | 3     |
| Астон Вилла       | 1931/32          | 13   | 4    | 0     | 0     | 13    | 4     |
| Астон Вилла       | 1932/33          | 6    | 1    | 0     | 0     | 6     | 1     |
| Астон Вилла       | 1933/34          | 2    | 2    | 0     | 0     | 2     | 2     |
| Астон Вилла       | 1934/35          | 9    | 2    | 1     | 0     | 10    | 2     |
| Астон Вилла       | Итого            | 93   | 34   | 4     | 0     | 97    | 34    |
| Манчестер Юнайтед | 1935/36          | 13   | 1    | 0     | 0     | 13    | 1     |
| Манчестер Юнайтед | Итого            | 13   | 1    | 0     | 0     | 13    | 1     |
| Хаддерсфилд Таун  | 1935/36          | 17   | 5    | 0     | 0     | 17    | 5     |
| Хаддерсфилд Таун  | 1936/37          | 8    | 2    | 0     | 0     | 8     | 2     |
| Хаддерсфилд Таун  | Итого            | 25   | 7    | 0     | 0     | 25    | 7     |
| Дарлингтон        | 1937/38          | 31   | 10   | 1     | 0     | 32    | 10    |
| Дарлингтон        | Итого            | 31   | 10   | 1     | 0     | 32    | 10    |
| Всего за карьеру  | Всего за карьеру | 162  | 52   | 5     | 0     | 167   | 52    |